# Csiklingvár

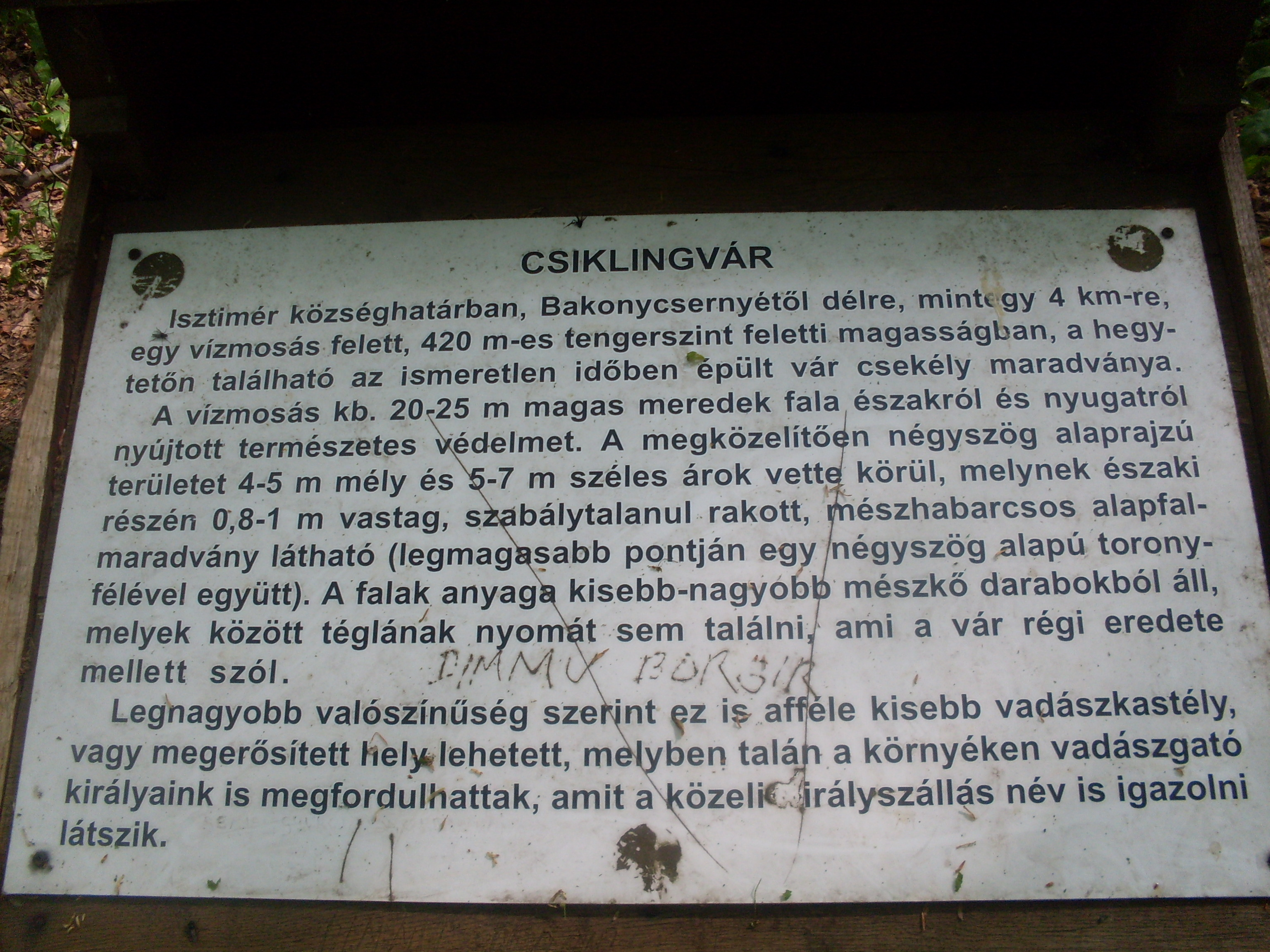
A vár információs táblája

A Csiklingvár egy várrom-vármaradvány Magyarországon, a Fejér vármegyei Bakonycsernye közelében.

## Története
Már az avar időkben állt itt egy földvár. A mai várat 1260 körül építették. A történelem folyamán rengeteg gazdája volt. A török idők alatt végvárként működött, majd a hódoltság után lakatlan lett. Az 1960-as években kezdődött meg régészeti feltárása.